# Łapy

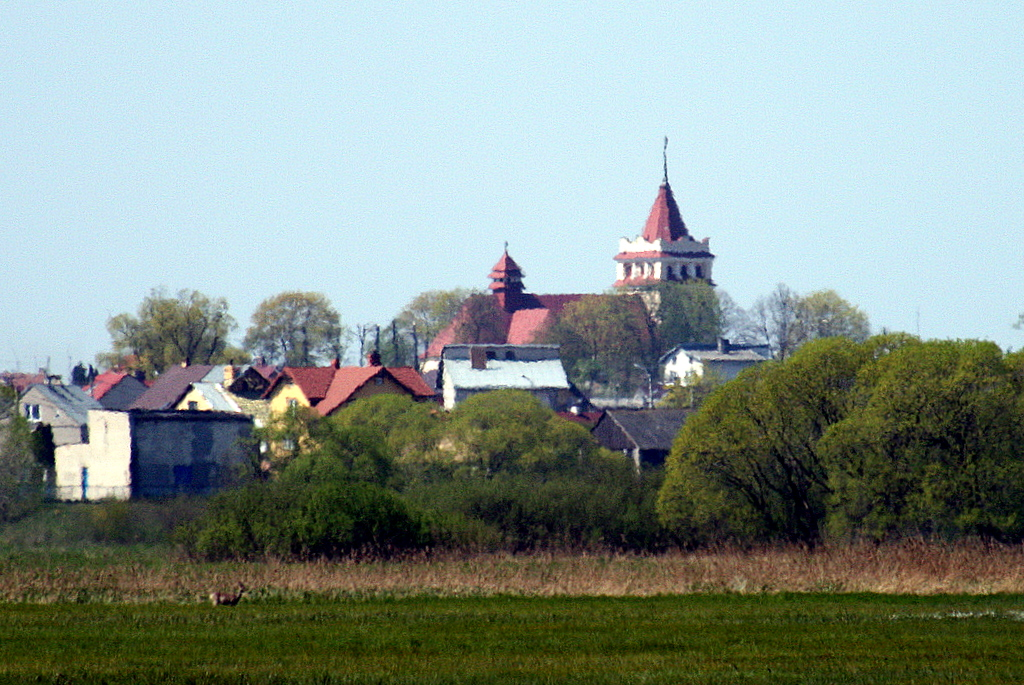
St.-Peter-und-Pauls-Kirche in Łapy

Łapy ist eine Stadt im Powiat Białostocki der Woiwodschaft Podlachien in Polen. Sie ist Sitz der gleichnamigen Stadt-und-Land-Gemeinde mit etwa 22.000 Einwohnern.

## Geographie
Łapy liegt 27 Kilometer südwestlich vom Stadtzentrum Białystoks. Am nordöstlichen Rand der Stadt verläuft der Fluss Narew.

## Geschichte
Wann genau Łapy gegründet wurde, ist nicht bekannt. Einer Sage nach leitet sich der heutige Name „Łapy“ von einem Adeligen Łappa (Lubicz) aus Masowien ab, der hier im 15. Jahrhundert eine Siedlung gründete.
Durch die Dritte Teilung Polens kam Łapy an Preußen, nach dem Frieden von Tilsit 1807 an das Herzogtum Warschau und nach dem Wiener Kongress 1815 an Kongresspolen.
Łapy verdankt seine Entwicklung der Petersburg-Warschauer Eisenbahn, welche am 15. Dezember 1862 eröffnet wurde. Im Jahr 1870 errichteten die Franzosen eine Reparaturwerkstatt für Wagen. Die Werkstatt, die bis heute existiert, verursachte einen Zufluss an Arbeitern und Handwerkern aus den umliegenden Dörfern und trug zur Stadtentwicklung bei.
Seit Mitte des 19. Jahrhunderts kam es infolge der Industrialisierung und des Ausbaus der Stadt zu einer dynamischen Bevölkerungszunahme:
- 1827 – 1043 Einwohner
- 1847 – 1500
- 1920 – 4000
- 1939 – etwa 7000

In 1925 verbanden sich sechs damalige Dörfer (Łapy-Barwiki, Łapy-Leśniki, Łapy-Zięciuki, Łapy-Wity, Łapy-Goździki, Łapy-Bociany) miteinander um den heutigen Ort Łapy zu bilden. Am 7. Januar 1925 erhielt Łapy das Stadtrecht.
Beim Ausbruch des Zweiten Weltkrieges 1939 lebten etwa 7000 Menschen in der Stadt. Während des Krieges wurde die Stadt zu 80 % zerstört und die jüdische Bevölkerung vollständig deportiert.
Heute ist Łapy eine Kleinstadt mit ländlichen Charakter und meist niedrigen Gebäuden. Die Stadt hatte 2010 etwa 16000 Einwohner.

## Kultur und Sehenswürdigkeiten
- Die St.-Peter-und-Pauls-Kirche. Im Jahr 1919 wurde der Grundstein für die neue Kirche gelegt. Nach Plänen des Architekten Kazimierz Skórewicz entstand ein neuromanisches Ziegelbauwerk. Nach etwa acht Jahren Bauzeit wurde die Kirche am 18. September 1927 geweiht. Im Zweiten Weltkrieg wurde die Kirche durch Bomben weitgehend zerstört und in den Jahren 1945 bis 1949 wiederaufgebaut.
- Der Nationalpark Narew wurde laut Verordnung des Landesministerrates vom 1. Juli 1996 ins Leben gerufen. Er umfasst ein Teilstück des versumpften Narewtales mit einer Flächengröße von 6810,23 ha. Er befindet sich im Narewtal zwischen dem Dorf Suraz und den Ortschaften Rzedziany und Panki.[1]

## Gemeinde Łapy
Die Stadt-und-Land-Gemeinde Łapy hat eine Fläche von 127,57 km², auf der etwa 22.000 Einwohner leben.

## Wirtschaft und Infrastruktur

### Verkehr
Durch die Stadt führen zwei Woiwodschaftsstraßen:
- Woiwodschaftsstraße 681, die in Ciechanowiec beginnt und in nordöstlicher Richtung durch Brańsk, Łapy, Roszki-Wodźki und weiter Richtung Białystok verläuft.
- Woiwodschaftsstraße 682 Łapy – Markowszczyzna

Folgende Eisenbahnstrecken verlaufen durch den Ort:
- Warschau – Białystok (Petersburg-Warschauer Eisenbahn)
- Łapy – Ostrołęka (teilweise stillgelegt)

Der nächste internationale Flughafen ist der Frédéric-Chopin-Flughafen Warschau, welcher etwa 160 Kilometer südwestlich liegt.

## Persönlichkeiten
- Mariusz Antoni Kamiński (* 1978), Politiker und Abgeordneter
- Grzegorz Kiełsa (* 1979), Boxer und Olympiasieger; lebte in Łapy.